# Ngô Đình Nhu

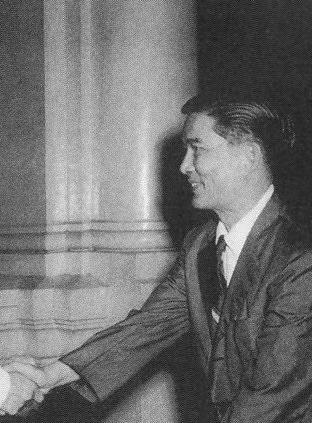
Ngô Đình Nhu

Ngô Đình Nhu (* 7. Oktober 1910; † 2. November 1963 in Saigon) war ein vietnamesischer Historiker und Politiker. Als Bruder von Ngô Đình Diệm war er bis 1963 Innenminister in Südvietnam.

## Leben
Ngô Đình Nhu wurde als Sohn des einflussreichen Mandarin Ngô Đình Kha in der Provinz Thừa Thiên geboren. Er genoss eine privilegierte Ausbildung und reiste 1931 zum Studium nach Paris. Dieses schloss er 1938 als Historiker ab. Nach seiner Rückkehr nach Französisch-Indochina übernahm er eine leitende Rolle im Archivs- und Bibliothekswesen. 1943 heiratete er Trần Lệ Xuân, die als Madame Nhu bekannt wurde. Er unterstützte auch die politische Arbeit seines älteren Bruders und gab ab 1950 eine Zeitschrift zu Politik und Gesellschaft heraus und propagierte einen vietnamesischen Nationalismus abseits des Kolonialismus Frankreichs und des Kommunismus der Viet Minh. Von 1952 bis 1953 formierte er die Can-Lao-Partei, auf der sein Bruder eine Machtbasis aufbauen sollte.
Ngô Đình Nhu galt als einer der einflussreichsten Führer des Diệm-Regimes. Die Vereinigten Staaten sahen in ihm einen Grund für die mangelnde Popularität der südvietnamesischen Regierung. 1963 forderte John F. Kennedy von Diem die Absetzung Nhus. Sowohl Nhu und Diệm wurden in der Folge des von den USA unterstützten und von Generälen der ARVN unter Dương Văn Minh durchgeführten Militärputsch am 2. November 1963 getötet.